# Apogonia surigaoana
Apogonia surigaoana är en skalbaggsart som beskrevs av Moser 1924. Apogonia surigaoana ingår i släktet Apogonia och familjen Melolonthidae. Inga underarter finns listade i Catalogue of Life.